# Walker Smith
Walker Smith (Walker Breeze Smith; * 1. November 1896 in Minneapolis; † 27. Februar 1993 im Orange County, Kalifornien) war ein US-amerikanischer Hürdenläufer, der sich auf die 110-Meter-Distanz spezialisiert hatte.
Bei den Olympischen Spielen 1920 in Antwerpen wurde er Fünfter in 15,3 s.
1919 und 1920 wurde er US-Hallenmeister über 70 Yards Hürden. Für die Cornell University startend wurde er 1919 IC4A-Meister über 120 Yards Hürden und 220 Yards Hürden.
Seine persönliche Bestzeit von 15,0 s (120 Yards) stellte er am 29. Mai 1920 in Philadelphia auf.